# 1117 Reginita
Az 1117 Reginita (ideiglenes jelöléssel 1927 KA) a Naprendszer kisbolygóövében található aszteroida. Josep Comas Solá fedezte fel 1927. május 24-én, Barcelonában.